# Râul Valea Satului, Buceș
Râul Valea Satului este un curs de apă, afluent al râului Buceș. 

## Hărți
- Harta județului Hunedoara
- Harta munții Apuseni
- Harta munții Bihor